# Värmlandsgruppen
Värmlandsgruppen var en svensk militärdistriktsgrupp inom Hemvärnet som verkade åren 2000–2004. Förbandsledningen var förlagd i Kristinehamns garnison i Kristinehamn.

## Historia
Som ett led i försvarsbeslutet 2000 avvecklades försvars- och militärområdena den 30 juni 2000 och från och med den 1 juli 2000 organiserades i dess ställe militärdistrikt. Därmed avvecklades bland annat Värmlands försvarsområde (Fo 52). De nya militärdistrikten motsvarade geografiskt sett de gamla militärområdena. Den stora skillnaden var att militärdistrikten var den lägsta nivån där chefen var territoriellt ansvarig. Inom militärdistrikten organiserades militärdistriktsgrupper, i regel en för varje län. I Värmlands län organiserades Värmlandsgruppen den 1 juli 2000.
Inför försvarsbeslutet 2004 föreslog regeringen för riksdagen, efter förslag från Försvarsmakten, att reducera antalet militärdistriktsgrupper. Då det enligt Försvarsmakten skulle organiseras färre hemvärnsförband, men bättre utbildade och uppfyllda förband. Försvarsbeslutet innebar bland annat att Värmlandsgruppen skulle upplösas och avvecklas den 31 december 2004. Från och med 1 januari 2005 övergick verksamheten till en avvecklingsorganisation, fram till att avvecklingen skulle vara slutförd senast den 30 juni 2006. Avvecklingsorganisationen upplöstes i sin tur den 30 juni 2005, då avvecklingen av förbandet var slutförd. Gruppens hemvärnsbataljoner, tillsammans med övriga frivilliga försvarsorganisationer inom Värmlands län, överfördes den 1 juli 2005 till Livregementets grenadjärgrupp som antog det nya namnet Örebro-Värmlandsgruppen.

## Verksamhet
Chefen för Värmlandsgruppen var direkt underställd chefen Mellersta militärdistriktet både vad gällde produktionsledning av hemvärnsförbanden samt insatsledning i Värmlands län. Värmlandsgruppens uppgifter var att utbilda, organisera och administrera hemvärnsförbanden i Värmlands län. Gruppen skulle vidare stödja frivilliga försvarsorganisationer samt vara beredd att leda insatser till stöd för samhället i övrigt.

## Förläggningar och övningsplatser
När Värmlandsgruppen bildades den 1 juli 2000 samlokaliserades förbandsledningen med Artilleriregementet (A 9) i Kristinehamns garnison. Förbandsledningen var lokaliserad till den byggnad som ursprungligen uppförts som officersbostäder till Bergslagens artilleriregemente (A 9). Efter att försvaret lämnade Kristinehamn kom byggnaden att rivas, vilken var lokaliserad bakom kanslihuset i höjd med de byggnader som Artilleriets officershögskola (ArtOHS) tidigare var lokaliserade till.

## Heraldik och traditioner
Värmlandsgruppen var sedan den 1 juli 2000 arvtagare och traditionsbärare till Värmlands regemente (I 2) och Värmlandsbrigaden (IB 2). Sedan den 1 juli 2005 förs dessa traditioner vidare av Värmlands Östra hemvärnsbataljon, och från 1 juli 2012 av Värmlands hemvärnsbataljon.

## Förbandschefer
- 2000–2001: Överstelöjtnant Stellan Jansson
- 2001–2003: Major Göran Andersson
- 2003–2005: Överstelöjtnant Håkan Grahn

## Namn, beteckning och förläggningsort
| Värmlandsgruppen                   | 2000-07-01 | – | 2004-12-31 |
| Avvecklingsområde Värmlandsgruppen | 2005-01-01 | – | 2005-06-30 |

| okänt | 2000-07-01 | – | 2004-12-31 |

| Kristinehamns garnison (F) | 2000-07-01 | – | 2005-06-30 |